# Пјухјајарви (Карелија)
Пюхяярви (Карелия) (рус. Пюхяярви (Карелия)) је језеро у Финској и Русији. У Русији се налази на територији Републике Карелије. Површина језера износи 255 km².